# Парменион
Парменио́н (греч. Παρμενίων, лат. Parmenion, ок. 400 — 330 до н. э.) — македонский полководец, соратник Филиппа II и его сына, Александра (Александра Македонского). Античные авторы упоминают о принадлежности Пармениона к знатному македонскому роду. Вероятно, начал военную карьеру при дворе царского дома Аргеадов ещё при Аминте III, отце Филиппа. В царствование Филиппа II (359—336 до н. э.) Парменион принимал активное участие в его планах по превращению Македонии в великую балканскую державу, простёршуюся от Ионического моря до Понта. После убийства Филиппа II Парменион возвратился из малоазиатского похода, признал власть Александра и принял участие в его восточном походе. Талант военачальника особо проявился в великих сражениях Александра: при реке Граник, при Иссе и Гавгамелах. С течением времени между Парменионом и Александром возникли разногласия в военных, политических и стратегических вопросах. Убит по приказу Александра в 330 году до н. э. в Экбатанах по подозрению в соучастии в заговоре против жизни царя.

## Происхождение. Деятельность при Филиппе II
Парменион родился около 400 года до н. э. в семье верхнемакедонского аристократа Филоты. Й. Уортингтон назвал Пармениона «одним из вождей пеонов», однако, как отметил В. Хеккель, не привёл каких-либо доказательств такой гипотезы.
После воцарения в Македонии Филиппа II в 360/359 году до н. э. Парменион стал одним из его наиболее доверенных военачальников, которому македонский царь поручал самостоятельное управление войсками. Так, в 356 году до н. э. Парменион возглавил войско, которое победило иллирийского царя грабеев Граба II, после чего его земли были присоединены к Македонии. В 347 году до н. э. Парменион во главе небольшого отряда прибыл в Фивы для помощи в их войне с Фокидским союзом. Затем, в 346 году до н. э. Парменион захватил и разрушил последний неподконтрольный Филиппу II город в Фессалии Гал. С осадой Гала связана одна из хитростей Филиппа II. Предположительно, Парменион специально затягивал осаду этого небольшого города, чтобы Филипп II мог направиться в Фессалию со своим основным войском не вызвав подозрений у других греческих полисов. Однако, вместо осады Галоса македонский царь пересёк расположенное неподалёку Фермопильское ущелье, тем самым оказавшись на территории Средней Греции и, в конечном итоге, достигнув своих стратегических целей.
Царь Филипп II считал Пармениона своим достойнейшим полководцем. Он настолько высоко ценил Пармениона, что доверял ему командование македонскими войсками в своё отсутствие. Парменион участвовал в завоевательных походах Филиппа II против соседних с Македонией государств Балканского полуострова: Пеонии — на севере (359 год до н. э.); Иллирии — на северо-западе (356 год до н. э.); Фракии — на востоке (342—340 годы до н. э.). Участвовал в военных конфликтах Третьей Священной войны между греческими полисами (356—346 годы до н. э.), переросшей впоследствии в борьбу за господство Македонии над Северной и Средней Грецией (Фессалией, Беотией, о. Эвбеей). В 338 году до н. э. участвовал в крупнейшем сражении Филиппа против объединённых сил греческих городов-государств — битве при Херонее. В 337 году до н. э. Филипп инициировал создание союза греческих городов государств (так называемый Коринфский союз) и начал подготовку объединённого войска эллинов и македонян с целью вторжения в Персию. Авангард из 10 тысяч воинов под командованием Аталла и Пармениона был переброшен через Геллеспонт, чтобы начать захват ионийских городов на эгейском побережье Малой Азии. Этот поход остался незавершённым в связи с убийством Филиппа.

## Деятельность при Александре Великом
После убийства Филиппа II Парменион признал власть его сына Александра. Пока Александр III энергично подавлял сопротивление восставших после гибели Филиппа балканских племён, а также греческих полисов — Афин и Фив, — Парменион продолжал военные действия против ионийских городов. Противником Пармениона в этом походе был персидский военачальник Мемнон, греческий наёмник родом из Родоса, который успешно защищал рубежи государства и практически вытеснил оттуда македонян. После неудачи в Малой Азии в конце 335 года до н. э. Парменион вернулся в Македонию и принял участие в разработке планов азиатского похода Александра. Два опытных полководца Филиппа, Парменион и Антипатр, советовали Александру отложить поход с целью лучшей подготовки, но, главное, для решения первостепенного династического вопроса — рождения наследника. Но Александр пренебрёг их советами: оставив в Македонии Антипатра с 12 тысячами воинов для охраны тылов, он в мае 334 года до н. э. начал поход против ахеменидской Персии. Парменион встал во главе объединённой пехоты македонян, союзников и наёмников, а также тяжёлой конницы фессалийцев общей численностью около 24 тысяч. Один из его сыновей, Филота, командовал тяжёлой конницей (гетайрами), а другой сын, Никанор, корпусами пехотинцев — гипаспистов. Под контролем Пармениона оказались важнейшие командные посты. Монопольное положение Пармениона в армии объясняется тем, что он играл в ней ведущую роль ещё во времена Филиппа при создании и обучении всех видов войск. На этом этапе Александру пришлось смириться с тем, что Парменион в армии был более влиятелен, чем царь.
Парменион командовал левым крылом македонян в битве при реке Граник. Накануне битвы Парменион посоветовал Александру повременить с атакой и хорошо подготовиться, на что Александр ответил: «Перейдя Геллеспонт, нечего бояться Граника». Пока Александр со своей лёгкой кавалерией отвлекал внимание персов, тяжёлая конница Пармениона осуществила переправу через реку и обратила врага в бегство. В процессе продвижения вглубь Персии Парменион часто действовал отдельно от основной армии, захватывая города и подчиняя местных правителей. Осенью 333 года до н. э. Парменион со своими отрядами соединяется с армией Александра перед битвой при Иссе, где командовал левым флангом македонских сил. Пока крыло Пармениона сдерживало напор персидской конницы, Александр на правом фланге пробил путь к Дарию, обратив персидского царя в бегство. В этот период Парменион фактически являлся заместителем Александра, ему было доверено захватить богатство персидского царя в Дамаске. Совершив рейд в 350 км, Парменион сломил сопротивление гарнизона и доставил своему царю 2 тысяч талантов золота, не считая прочих трофеев. После победы при Иссе Дарий предложил Александру половину своего царства взамен на возврат попавшей в плен семьи. Парменион, верный идеалам Филиппа и трезво оценивая ситуацию, считал, что предложения персидского царя должны быть приняты, а завоевательный поход — завершён. Это, однако, шло вразрез с амбициозными планами Александра о мировом господстве. Именно тогда произошло острое мировоззренческое столкновение Пармениона с Александром. На фразу Пармениона «Если бы я был Александром, то принял бы предложение», последний ответил: «Я поступил бы так же, если был бы Парменионом». В 331 году до н. э. Парменион командовал левым крылом македонской армии в грандиозной битве при Гавгамелах. Накануне битвы, наблюдая расположенного на виду противника, Парменион, опасаясь мощи персов, предложил Александру осуществить ночное нападение. На что Александр якобы ответил, что не хочет красть ночью победу, которую одержит при свете дня. Это было наиболее тяжёлое сражение с персами, но и здесь македоняне победили. Александр бросился преследовать убегавшего Дария в Парфию, а Парменион остался налаживать дела в Мидии, центре Персидской державы.

## Казнь Филоты. Падение и смерть Пармениона
Известно о трёх сыновьях Пармениона в армии Александра: Гектор утонул в Ниле в 331 году до н. э., Никанор умер от болезни в 330 году до н. э., а Филота был казнён Александром в 330 году до н. э. Одна дочь Пармениона была замужем за Атталом, казнённым Александром, другая дочь — за Кеном, командиром полка в фаланге.
Сын Пармениона, Филота, стал невольной причиной гибели отца. Этому честолюбивому военачальнику было трудно скрыть свою враждебность по отношению к проводившемуся Александром курсу на постепенное отчуждение от своих сподвижников и приближение к себе недавних врагов, персов. Старые воины были недовольны персидскими обычаями, введёнными македонским царем. Филота считал себя носителем традиций покойного Филиппа и его старой гвардии, а потому пользовался поддержкой в определённом кругу македонян. Всё это вызывало неприязненное отношение к Филоте как со стороны Александра, так и некоторых из влиятельных соратников царя — Гефестиона, Кратера, Кена. Все они считали Филоту главой банды заговорщиков, а Пармениона — её вдохновителем. В октябре 330 года до н. э. Филоту обвинили в заговоре против Александра и подвергли пыткам. Под пытками он признался в своих замыслах, а также навлёк подозрения на Пармениона, хотя и отрицал вовлечённость отца. В руках обладавшего гигантским авторитетом Пармениона были войска и царская казна, и потому Александр счёл опасным затягивать дело до суда. Он послал к Пармениону, находившемуся в это время в Экбатанах, своё доверенное лицо — Полидаманта. 70-летний Парменион был убит при чтении поддельных писем от своего сына. Исполнитель приговора Клеандр отослал голову Пармениона царю. Гарнизон Экбатаны, взявшийся за оружие, удалось успокоить. Тело Пармениона, опасаясь гнева Александра, захоронили не сразу, но впоследствии предали земле под давлением солдат.

## Этапы пути Пармениона
- 356 г. до н. э. — разгром иллирийцев.
- 346 г. до н. э. — осада фессалийского города Галус.
- 346 г. до н. э. — делегирован в Афины для заключения мира с Македонией.
- 342 г. до н. э. — возглавляет македонскую армию на острове Эвбея, где приводит к власти македонских ставленников.
- 336 г. до н. э. — послан с передовым войском в Малую Азию для захвата плацдарма и обеспечения вторжения основных сил Филиппа II. После убийства Филиппа проявляет верность новому царю Александру.
- 334 г. до н. э. — при вторжении в Азию возглавляет всю пехоту македонской армии.
- 334 г. до н. э. — командует левым крылом македонской армии в битве при реке Граник.
- 333 г. до н. э. — командует левым крылом македонской армии в битве при Иссе.
- 331 г. до н. э. — командует левым крылом армии в битве при Гавгамелах.
- 330 г. до н. э. — убит по приказу Александра без суда по подозрению в соучастии в заговоре против царя.

## Оценки
Квинт Курций Руф охарактеризовал Пармениона «опытнейшим среди всех вождей» в войске Александра, Юстин — ближайшим к царю «по своему достоинству» военачальником, Плутарх — человеком, который оказал Филиппу II «самые значительные услуги». Также Плутарх привёл цитату Филиппа II, которая свидетельствует об особом отношении к Пармениону и уважении со стороны македонского царя: «Он [Филипп II] говорил, что завидует афинянам: они каждый год на выборах находят себе целых десять полководцев, а он за много лет нашёл себе только одного — Пармениона». Современные историки представляют Пармениона наиболее доверенным военачальником Филиппа II

### Исследования
- Уортингтон Й.[нем.]. Филипп II Македонский. — СПб. — М.: Евразия — ИД Клио, 2014. — 400 с. — ISBN 978-5-91852-053-6.
- Aston E. Blessed Thessaly. The Identities of a Place and Its People from the Archaic Period to the Hellenistic (англ.). — Liverpool: Liverpool University Press, 2024. — (Liverpool Studies in Ancient History). — ISBN 978-1-78962-427-4.
- Parmenio / Badian E. // Encyclopædia Iranica [Электронный ресурс] :  [англ.] / ed. by E. Yarshater. — 2006. — (Обновлено: December 12, 2012).
- Heckel W. Who's Who in the Age of Alexander and his Successors. From Chaironea to Ipsos (338—301 BC) (англ.). — Barnsley: Greenhill Books, 2021. — 554 p. — ISBN 978-1-78438-648-1.

- Фор, Поль. Парменион // Повседневная жизнь армии Александра Македонского = La vie quotidienne des armees d'Alexandre. — М.: Молодая гвардия, 2008. — 368 с. — (Живая история: Повседневная жизнь человечества). — 5000 экз. — ISBN 978-5-235-03028-2.